# Зомлети
Зомлети (груз. ზომლეთი) — село в Грузии, на территории Чохатаурского муниципалитета края (мхаре) Гурия.

## География
Село находится в западной части Грузии, на правом берегу реки Супсы, на расстоянии приблизительно 7 километров (по прямой) к западу от посёлка городского типа Чохатаури, административного центра муниципалитета. Абсолютная высота — 160 метров над уровнем моря.

## Население
По результатам официальной переписи населения 2014 года, в Зомлети проживал 281 человек (137 мужчин и 144 женщины). В национальной структуре населения грузины составляли 100 %.
| Год  | Население, человек |
| ---- | ------------------ |
| 2002 | 365                |
| 2014 | ↘ 281              |